# Crescencio Gutiérrez
Pour les articles homonymes, voir Gutiérrez.
Crescencio Gutiérrez Aldana (né le 26 octobre 1933 à Guadalajara au Mexique et mort en juillet 2025) est un joueur de football international mexicain.

## Biographie
Il est surnommé Mellone, en mémoire du paraguayen Atilio Mellone, joueur du Club Oro de Jalisco qui avait un jeu similaire au sien.
Natif de Guadalajara, Gutiérrez grandit au centre-ville de sa ville natale, à Juan Álvarez 145 et commence à jouer dans le club local junior d'Anáhuac en Liga Interparroquial.
Il joue ensuite 10 ans de 1952 à 1962 au Club Deportivo Guadalajara. Il joue 86 matchs et remporte cinq titres de champion de la Primera división mexicana. Il finit meilleur buteur du championnat 1956-57 avec 19 buts en 23 matchs.
Avec l'équipe du Mexique de football, il participe au mondial 1958 et aux éliminatoires du mondial 1962. 
Après sa retraite, il devient électricien.

## Palmarès

### Individuel
- Meilleur buteur de la Primera división mexicana (1) : 1956-57 avec 19 buts

### Club
- Champion de la Primera división mexicana (7) : 1956-57,1958-59, 1959-60, 1960-61, 1961-62
- Campeón de campeones (4) : 1956-1957, 1958-1959, 1959-1960, 1960-1961